# Hoplocorypha picea
Hoplocorypha picea es una especie de mantis de la familia Thespidae.

## Distribución geográfica
Se encuentra en Kenia.